# Greenidea nigra
Greenidea nigra är en insektsart. Greenidea nigra ingår i släktet Greenidea och familjen långrörsbladlöss.

## Underarter
Arten delas in i följande underarter:
- G. n. nigra
- G. n. kanzanensis